# Kaizu

Kaizu (海津市 Kaizu-shi?) este un municipiu din Japonia, prefectura Gifu.